# 震災失業
震災失業（しんさいしつぎょう）とは震災が起きたことを原因として生じる失業のことである。
日本では主に阪神・淡路大震災（1995年1月17日）に起因する失業、もしくは東日本大震災（2011年3月11日）に起因する失業を指す場合が多い。

## 東日本大震災による失業
2011年に発生した東日本大震災では約12万人の震災失業が発生したと推測されている。だがこれに加えて自営業者で失業した者も加えると震災失業は20万人にものぼると推測されている。特に東日本大震災の被害が大きかった岩手県、宮城県、福島県の合計で震災後にハローワークを訪れ失業手当を受け取る手続きを行ったものが10万8000人にのぼった。東日本大震災で震災失業した者は町が復興したとしても元の場所で働くことができないことから元の場所に戻ることができず、別の場所で収入が大幅に減った非正規雇用で生活をしないといけない者が多く存在しているということが、関東大震災や阪神・淡路大震災では起きなかった社会問題である。
完全失業者数は震災前の6か月間は15万人強で推移していたが、震災後の5月、
6月は19万人にまで増加。9月以降は、15万人弱と震災前よりむしろ低い水準で推移しているが、この背景には、人口流出に伴う労働力人口の減少や
非労働力人口の増加も影響しているとも考えられる。

### 現状
完全失業者数は震災前の6か月間は15万人強で推移していたが、震災後の5月、
6月は19万人にまで増加。9月以降は、15万人弱と震災前よりむしろ低い水準で推移しているが、この背景には、人口流出に伴う労働力人口の減少や
非労働力人口の増加も影響しているとも考えられる。東日本大震災に関しては、被災３県で雇用の数は震災前と同水準になったものの、企業側と求職者の間にニーズの相違、雇用ミスマッチにより就労できない人も多い。